# 女人狂欢节
女人狂欢节（德语：Weiberfastnacht）是德国传统狂欢节的一部分，在玫瑰星期一前一周的周四举行。是一次专为女性设置的狂欢，在这一天女性可以上街庆祝，还可剪掉男性身上佩戴的领带。